# Alfredo d'Andrade
Alfredo Cesar Reis Freire de Andrade, connu simplement comme Alfredo d'Andrade (né à Lisbonne le 26 août 1839 et mort à Gênes le 30 novembre 1915), est un architecte, archéologue et peintre portugais, naturalisé citoyen italien.
Il est entre autres responsable de la conception du Castello d'Albertis à Gênes. Il est également peintre et l'une de ses œuvres, Le retour des champs, est conservée à l'Accademia ligustica di belle arti de la capitale ligure.

## Biographie

### Premières années
Né en 1839, dans une famille bourgeoise lusitanienne, d'António José, un financier important de Lisbonne, et d'Emília Games de Silva Reis. Il commence à fréquenter l'atelier du peintre et graveur espagnol Trifón de Avilez.
En 1854, suivant une tradition familiale, son père l'envoie ensuite à Gênes avec son frère Julio pour l'initier au monde des affaires. Les frères Baratta, correspondants commerciaux des Andrade, lui procurent un emploi. Cependant, le jeune homme se montre déjà à cette époque beaucoup plus intéressé par la vie intellectuelle et les arts décoratifs que par le monde des affaires.
En 1855 il visite l'Exposition universelle de Paris et, au Palais des Beaux-Arts, il est fasciné par les œuvres du peintre paysagiste suisse Alexandre Calame.
L'année suivante, avec son frère, il visite Civitavecchia, Rome, Naples et Florence. Cependant, en raison d'une grave maladie, il doit retourner à Lisbonne où il fréquente assidûment le monde artistique.

### Influences artistiques
Le séjour en Italie est considéré par d'Andrade comme une étape importante de sa formation artistique. Il revient à Gênes juste un an après son retour dans son pays natal, en 1857, et déçoit les attentes paternelles, pour commencer à se rendre à l'atelier du peintre Tammar Luxoro. Animé d'une passion profonde pour la peinture, Alfredo d'Andrade s'inscrit à l'Accademia ligustica di belle arti, où il suit les cours d'architecture de Giovanni Battista Resasco.
En 1858, son père le rappelle à Lisbonne où il travaille au consulat de Toscane. Il est passionné par les problématiques architecturales et urbanistiques de sa ville natale.
En 1860, il retourne à Gênes et visite à cette époque l'exposition de peinture de Turin. Il s'installe ensuite à Genève, où il suit, selon les conseils de son maître Tammar Luxoro, ouvert aux idées nouvelles, les ateliers dirigés par Alexandre Calame. Il rencontre les artistes qui fréquentent le Café du Bourg : Ernesto Bertea, Vittorio Avondo et surtout Antonio Fontanesi qui aura sur lui une influence encore plus grande que celle de Calame.
De retour à Gênes, il suit en 1861 des cours de perspective et d'architecture à l'Académie ligurienne et entreprend des voyages en Italie et dans le Dauphiné français. À Nervi, il rencontre Carlo Pittara. Dans la ville ligure, il rejoint le groupe de peintres rassemblés sous le nom de l'École grise, qui peignent des paysages d'après nature, à l'instar du groupe de Fontainebleau. Ce groupe entend faire référence à une représentation directe du modèle, dans la lignée du réalisme français et s'oppose à l'académisme traditionnel.
En 1862 il peint à Albano, Fiumicino, Ariccia, sur les traces d'Avondo. Il expose avec succès quelques peintures à Gênes.

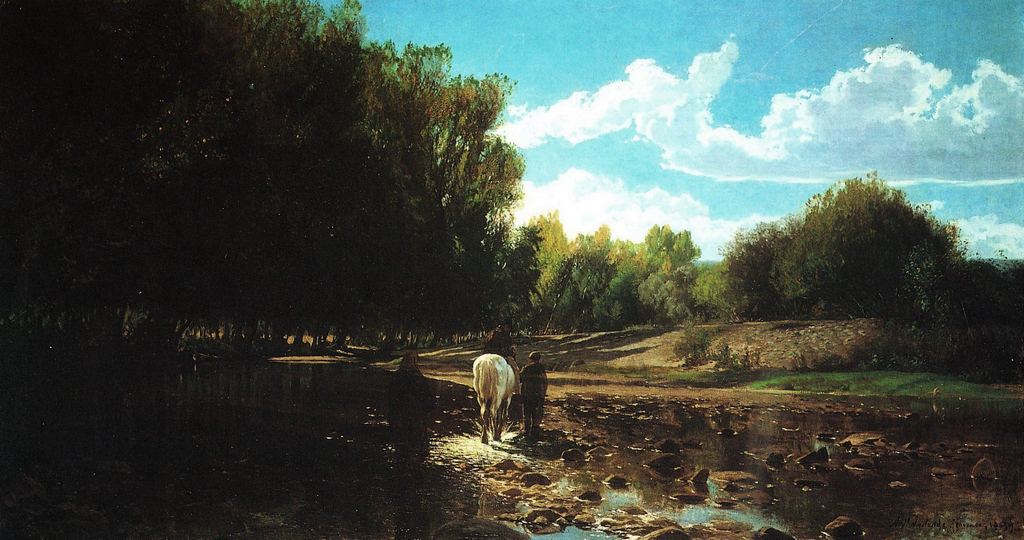
Motif sur la Bormida, 1865, Galerie d'Art Moderne (Gênes).

En 1863, sur ordre de son père, il retourne à Lisbonne, où il refuse la chaire de paysage à l'Académie Royale des Beaux-Arts. À Carcare, près de Savone, l'École grise ligure est née autour de la figure d'Ernesto Rayper.
En 1864 il s'inscrit au cours d'anatomie de l'Accademia Ligustica. Il rencontre Federico Pastoris, artiste et animateur culturel. L'été, il rejoint Carlo Pittara à Rivara, lieu de rencontre des peintres paysagistes connu sous le nom d' « école de Rivara ». L'une de ses aquarelles, Loggia del Palazzo Cambiaso, reçoit une médaille d'argent de l'Académie Ligustica. Son père lui donne accès au legs de son grand-père Bento et lui permet de s'installer définitivement en Italie.

### Architecture médiévale
Après une courte période à Genève, en 1865, il s'installe définitivement en Italie, enseignant l'ornementation et se consacrant à l'étude des bâtiments historiques. Grâce à ces activités, il développe une connaissance approfondie des bâtiments du Piémont, de la Ligurie et de la Vallée d'Aoste, démontrant un intérêt particulier pour ceux de la période médiévale.
Il devient surintendant des Beaux-Arts de la Ligurie et du Piémont et dirige toutes les restaurations d'églises et de châteaux réalisées jusqu'en 1915 dans ces régions, dont celle de la Sacra di San Michele, aujourd'hui monument symbolique du Piémont. Parmi ses œuvres également la restauration du baptistère et du pilier funéraire d'Albenga.

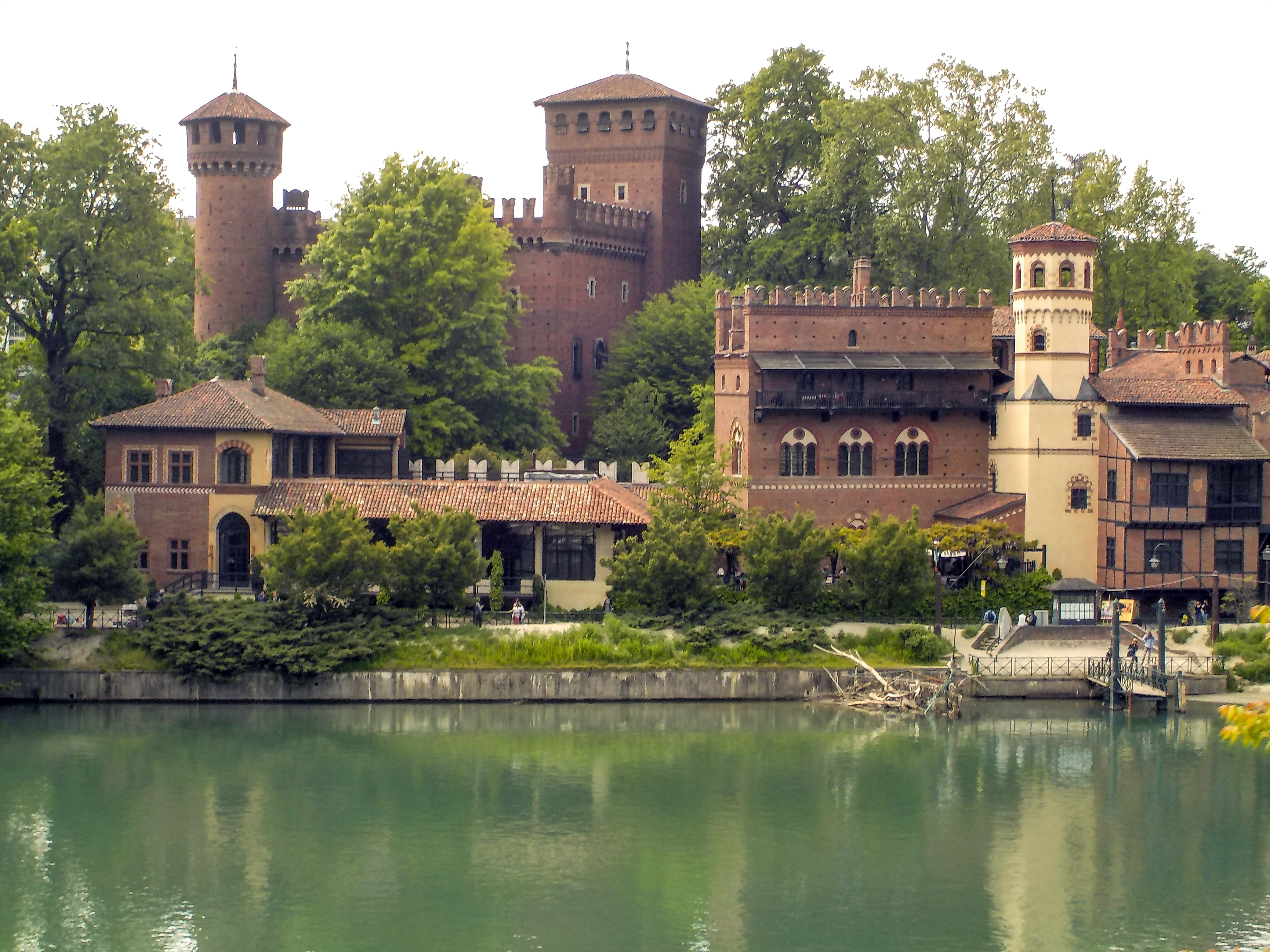
Le village médiéval (Borgo) à Turin.

Le matériel accumulé lui permettra de s'occuper de la création du Borgo également nommé « Village Médiéval de Turin », dans le Parc du Valentino, dans le cadre de l'Exposition Générale Italienne de 1884. Le Borgo constitue l'une de ses œuvres les plus importantes puisque l'artiste y a recréé un petit noyau urbain médiéval à partir des expériences architecturales qu'il a eu l'occasion de détecter.

## Restaurations
Sous la direction de la Surintendance des Beaux-Arts de Ligurie et du Piémont, d'Andrade dirige toutes les restaurations de cette période, jusqu'en 1915, année de sa mort, en Ligurie, Piémont, Val d'Aoste (qui faisait alors partie du Piémont).

### Restaurations à Gênes et sa province
- La Porta Soprana dans le cercle des murs de Barbarossa (roman, XIIe siècle) ;
- Palais San Giorgio (XIIIe siècle) ;
- Église de San Donato (roman, XIIe siècle) ;
- Église de Santo Stefano (roman, XIe siècle et ajouts gothiques ultérieurs) ; la restauration de celui-ci a été achevée par Carlo Ceschi ;
- Église de San Bartolomeo di Promontorio à Sampierdarena (roman, XIIe siècle) ;
- Ruines du monastère de Valle Christi Rapallo ( Gênes ) (gothique, XIIIe siècle).

### Restaurations dans la province de Savone
- Église de San Pietro in Albisola Superiore (roman, XIIe siècle) ;
- Baptistère d'Albenga (rénovation de la toiture en bois de la coupole) ;
- Pilier funéraire à Albenga du IIe siècle[6] ;
- Église de San Paragorio di Noli de style roman lombard du XIe siècle.

### Restaurations dans le Piémont
- Sacra di San Michele dans le Val di Susa (roman, XIe siècle, XIIe siècle) ;
- Château de Malgrà (1333 - 1336) ;
- Château Gaioli Boidi de Molare (Italie) (XIIIe siècle et suivants) ;
- Château de Montalto Dora (milieu du XIIe siècle) ;
- Château du Paon (IXe siècle - XIe siècle) ;
- Église de San Domenico à Turin (1257-1280), avec Riccardo Brayda.

### Restaurations dans la Vallée d'Aoste
- Château de Fénis (XIVe siècle) ;
- Château de Verrès (XIVe siècle) ;
- Tour du Pailleron (enceinte romaine d'Aoste) ;
- Tour des seigneurs de la Porte Saint-Ours (enceinte romaine d'Aoste).

## Honneurs et reconnaissance
- Commandeur de l'ordre d'Isabelle la Catholique (Espagne, 1871) ;
- Citoyen honoraire de la ville de Turin.

La Fondation du même nom, créée à Pavone Canavese en 1996 avec une section de Musée et Centre d'Études, est dédiée à Alfredo d'Andrade. Il est toujours considéré comme l’un des artistes majeurs de la seconde moitié du XIXe siècle et du début du XXe siècle. Diverses expositions personnelles ont été consacrées à son œuvre, bien que rarement avec la co-présence de ses œuvres picturales avec les croquis et les photos de ses réussites architecturales et de restauration.